# Pawel Alexejewitsch Sukosjan
Pawel Alexejewitsch Sukosjan (russisch Павел Алексеевич Сукосян; * 14. Januar 1962 in Krasnodar, Sowjetunion) ist ein ehemaliger russischer Handballspieler.

## Spielerkarriere

### Verein
Sukosjan trat 1980 in die Armee ein und wurde in der Nähe von Kiew stationiert. Nachdem er von SKA Kiew eine Ablehnung erhalten hatte, spielte er für den Armeeklub aus dem moldawischen Tiraspol, der zu dieser Zeit in Odessa seine Heimat hatte. Der 2,00 m große und 125 kg schwere Handballtorwart wechselte 1982 zum sowjetisch-russischen Topverein ZSKA Moskau. Über Odinzowo kam er 1987 zu „Iskra“, der zweiten Mannschaft von ZSKA zurück. Unter Trainer Anatoli Fedjukin wurde er Torwart der ersten Mannschaft, mit der er 1994 und 1995 die russische Meisterschaft gewann. Anschließend spielte er für die deutschen Vereine SG Leutershausen und SG Werratal 92, ehe er 1998 für ein Jahr zurück nach Moskau wechselte. 1999 ging er dann in die Regionalliga zur HSG Kronau/Bad Schönborn, mit der er 2000 in die 2. Bundesliga aufstieg. 2002 kehrte er in seine Heimat zurück und spielte bei GK Newa St. Petersburg und GK Kaustik Wolgograd. In der Saison 2008/09 stieg er mit GK Permskije Medwedi in die erste russische Liga auf. Auch mit über 50 Jahren spielte er noch in der Russischen Liga sowie im EHF Europa Pokal 2012/13 für GK Sungul Sneschinsk. Mit 55 Jahren gab er ein kurzes Comeback.

### Nationalmannschaft
Pawel Sukosjan gehört zu den erfolgreichsten Handballern, obwohl er während seiner gesamten Karriere im Nationalteam im Schatten von Andrei Lawrow stand.
Der Torhüter gewann mit dem Vereinten Team bei den Olympischen Spielen 1992 in Barcelona die Goldmedaille, er blieb im Turnier ohne Einsatz. Anschließend spielte er mindestens 145 Mal für die Russische Nationalmannschaft und wurde Weltmeister 1993 und 1997 sowie Vize-Weltmeister 1999.

Bei der Europameisterschaft 1996 wurde er Europameister, 1994 und 2000 Vize-Europameister, 1998 Vierter. 

Bei den Olympischen Spielen 2000 in Sydney gewann er seine zweite Goldmedaille. Bei den Olympischen Spielen 1996 in Atlanta wurde er Fünfter. Bei den Olympischen Spielen 2004 in Athen stand er im Aufgebot, wurde aber nicht eingesetzt.

Auf Grund seiner seltenen Einsatzzeiten hinter Lawrow bekam er von den deutschen Spielern den Spitznamen „Busfahrer“.

## Erfolge
- Russischer Meister 1994, 1995
- Olympiasieger 1992 (ohne Einsatz), 2000
- Weltmeister 1993, 1997
- Vize-Weltmeister 1999
- Europameister 1996
- Vize-Europameister 1994, 2000